# 班家河站
班家河站是一个沈山铁路上的已停用铁路车站，位于辽宁省新民市班家河村，原为乘降所，1991年升级为站，目前为五等站，邮政编码为110305。目前客运：办理旅客乘降；不办理行李、包裹托运；不办理货运营业。